# Agunnaryd
Agunnaryd is een plaats in de gemeente Ljungby in het landschap Småland en de provincie Kronobergs län in Zweden. De plaats heeft 215 inwoners (2005) en een oppervlakte van 41 hectare.
Ingvar Kamprad, oprichter van IKEA, groeide op op de hoeve Elmtaryd van de plaats Agunnaryd. De letter A in IKEA verwijst dan ook naar Agunnaryd.

## Geboren in Agunnaryd
- Ingvar Kamprad (1926-2018), oprichter van IKEA

Ljungby · Lagan · Ryssby · Lidhult · Kånna · Vittaryd · Angelstad · Agunnaryd · Hamneda · Dörarp · Bolmen · Byholma en Grimshult